# Eu e Meu Guarda-Chuva
Eu e Meu Guarda-chuva é um filme de fantasia brasileiro de 2010 dirigido por Toni Vanzolini, produzido pela Conspiração Filmes e distribuído pela 20th Century Fox. É baseado no livro e CD homônimo de mesmo nome escrito por Branco Mello e Hugo Possolo. O filme foi escrito por Adriana Falcão, Marcelo Gonçalves e Bernardo Guilherme.

## Elenco
- Lucas Cotrim - Eugênio
- Rafaela Victor - Frida
- Victor Froiman - Cebola
- Daniel Dantas - Barão Von Staffen
- Mariana Lima - Mãe de Eugênio
- Camila Amado - D. Nenê
- Raul Barreto - Vigia da escola
- Paolla Oliveira - Aeromoça Frida (Frida adulta)
- Leandro Hassum - Taxista em Praga
- Orã Figueiredo - Bilheteiro do metrô
- Arnaldo Antunes - Cara do achados e perdidos
- Francisco Gaspar - Porteiro
- Frederico Paulo Betcher Jr. - Avô de Eugênio
- Felipe Kannenberg - Yastuvast

## Produção
O livro Eu e Meu Guarda-Chuva, escrito por Branco Mello e Hugo Possolo, foi lançado em 2001 pela Editora Globo. O diretor Toni Vanzolini conhecia a história do livro e sentiu que ela tinha potencial para uma adaptação em filme. Vanzolini escreveu uma sinopse e apresentou para alguns sócios na Conspiração Filmes, e a ideia foi bem aceita.
Os roteiristas Adriana Falcão, Bernardo Guilherme e Marcelo Gonçalves foram contratados para adaptar o livro. Michael Goldenberg, roteirista de Harry Potter e a Ordem da Fênix, analisou o roteiro durante o evento Laboratório SESC Rio de Roteiros 2008.
O processo de seleção para a escolha do protagonista do filme, Eugênio, teve 1.400 crianças de todo o Brasil como candidatos. Na final, ficou Lucas Cotrim, do Rio de Janeiro, e duas crianças de São Paulo. Lucas, que já tinha experiência como ator em telenovelas, venceu. Vanzolini contou que o que levou ele a escolher Lucas foi "o entendimento dele da história, e o carisma dele".

### Filmagens
As filmagens de Eu e Meu Guarda-Chuva foram iniciadas em 18 de novembro de 2008. O filme foi filmado nas cidades de São Paulo e Paulínia, tendo como principal locação o Colégio Sion, em São Paulo. Foram realizadas filmagens também na Suécia[carece de fontes?] e República Tcheca, onde foram usadas como locação a Old Town Square, a Charles Bridge, o Aeroporto Ruzyne e o Castelo Locket.